# د. جاي تايلور
د. جاي تايلور (بالإنجليزية: D.J. Taylor)‏ هو لاعب كرة قدم أمريكي في مركز الدفاع، ولد في 26 أغسطس 1997 في رالي في الولايات المتحدة. لعب مع نادي شمال كارولاينا.

## وصلات خارجية
- د. جاي تايلور على موقع الدوري الأمريكي (الإنجليزية)
- د. جاي تايلور على موقع قاعدة بيانات كرة القدم.إي يو (الإنجليزية)
- د. جاي تايلور على موقع Soccerway.com (الإنجليزية)